# Động mạch quay
Động mạch quay (tiếng Anhː Radial artery, tiếng Phápː Artère radiale) thuộc hệ thống mạch máu chính, chứa máu giàu oxy, nằm dọc bờ ngoài cẳng tay. Động mạch có nguyên ủy từ động mạch cánh tay và tận cùng là cung động mạch gan tay sâu (chỗ nối với nhánh gan tay sâu của động mạch trụ).
Động mạch quay có tĩnh mạch quay đi kèm.

## Nguyên ủy, đường đi, tận cùng
Động mạch quay là một trong hai ngành cùng của động mạch cánh tay, tách ra ở trong rãnh nhị đầu trong, dưới nếp gấp khuỷu 3 cm, chạy chếch theo hướng của động mạch cánh tay, tới bờ ngoài xương quay rồi chạy thẳng xuống dọc theo phía ngoài của vùng cẳng tay trước. Đến cổ tay, động mạch luồn dưới mỏm trâm quay ra mu cổ tay, rồi chọc qua hõm lào giải phẫu để ra gan tay, nối với ngành gan tay sâu của động mạch trụ tạo nên cung động mạch gan tay sâu.

## Liên quan
Ở cẳng tay, nhìn chung động mạch nằm trên một đường vạch từ giữa nếp gấp khuỷu đến rãnh mạch.
- Ở 1/3 trên cẳng tay: động mạch chếch ở trên cơ sấp tròn, lần lượt bắt chéo trước cân cơ nhị đầu cánh tay, cơ ngửa, phần tận cơ sấp tròn.
- Ở 1/3 giữa cẳng tay: động mạch chạy thẳng xuống sau bờ trong cơ cánh tay quay. Cơ cánh tay quay là cơ tùy hành của động mạch.
- Ở 1/3 dưới cẳng tay: động mạch nămg trong rãnh mạch quay (giữa gân cơ cánh tay quay và gân cơ gấp cổ tay quay). Gọi là rãnh mạch vì đó là nơi động mạch nằm nông nhất, có thể bắt mạch ở trên cổ tay).
- Ở cổ tay và mu tay: động mạch vòng dưới mỏm trân quay để ra sau rồi chạy qua hõm lào giải phẫu ở phía mu tay.

## Nhánh bên

### Động mạch quặt ngược quay
Động mạch này tách ra từ động mạch quay ở 1/3 trên cẳng tay, đi ngược lên rãnh nhị đầu ngoài và nối với động mạch bên quay của động mạch cánh tay sâu.

### Nhánh gan cổ tay
Tách ra ở ngang mức phần trên đầu dưới xương quay và nối với nhánh gan cổ tay của động mạch trụ.

### Nhánh gan tay nông
Thường là một nhánh rất nhỏ tách ra trước khi động mạch quay luồn dưới mỏm trâm quay, đi xuống gan tay, góp phần tạo thành cung động mạch gan tay nông.

### Nhánh mu cổ tay
Tách ra sau khi động mạch quay đã luồn dưới mỏm trâm quay, chạy qua hõm lào giải phẫu. Nó vòng qua mu cổ tay để nối với nhánh mu cổ tay của động mạch trụ, tạo nên cung mạch mu cổ tay. Từ mạng mạch này mà tách ra các động mạch mu bàn tay, phân chia thành các động mạch mu ngón tay. Trên đường đi, mỗi động mạch mu bàn tay cho hai nhánh xiên ra phía gan tay (trên và dưới), lần lượt nối với nhánh xiên tương ứng của động mạch gan bàn tay.

## Ngành cùng
Động mạch quay chạy qua hõm lào giải phẫu (giữa các gân cơ duỗi ngắn và duỗi dài ngón cái), tách ra nhánh mu cổ tay, rồi chọc qua khoang gian cốt I ra gan tay để tạo thành cung động mạch gan tay sâu, đồng thời tách ra động mạch chính ngón cái và động mạch quay ngón trỏ.

## Biến thể
Động mạch quay đi nông trong hõm lào giải phẫu tồn tại ở <1 % trường hợp. Biến thể động mạch này dễ dàng bị nhầm lẫn với tĩnh mạch đầu. Đã có báo cáo về việc nhân viên y tế tiêm tĩnh mạch nhưng lại tiêm nhầm vào động mạch quay, với nguyên nhân là do biến thể. Để tránh sai sót thì nên bắt mạch ở hõm lào giải phẫu.

## Liên hệ lâm sàng

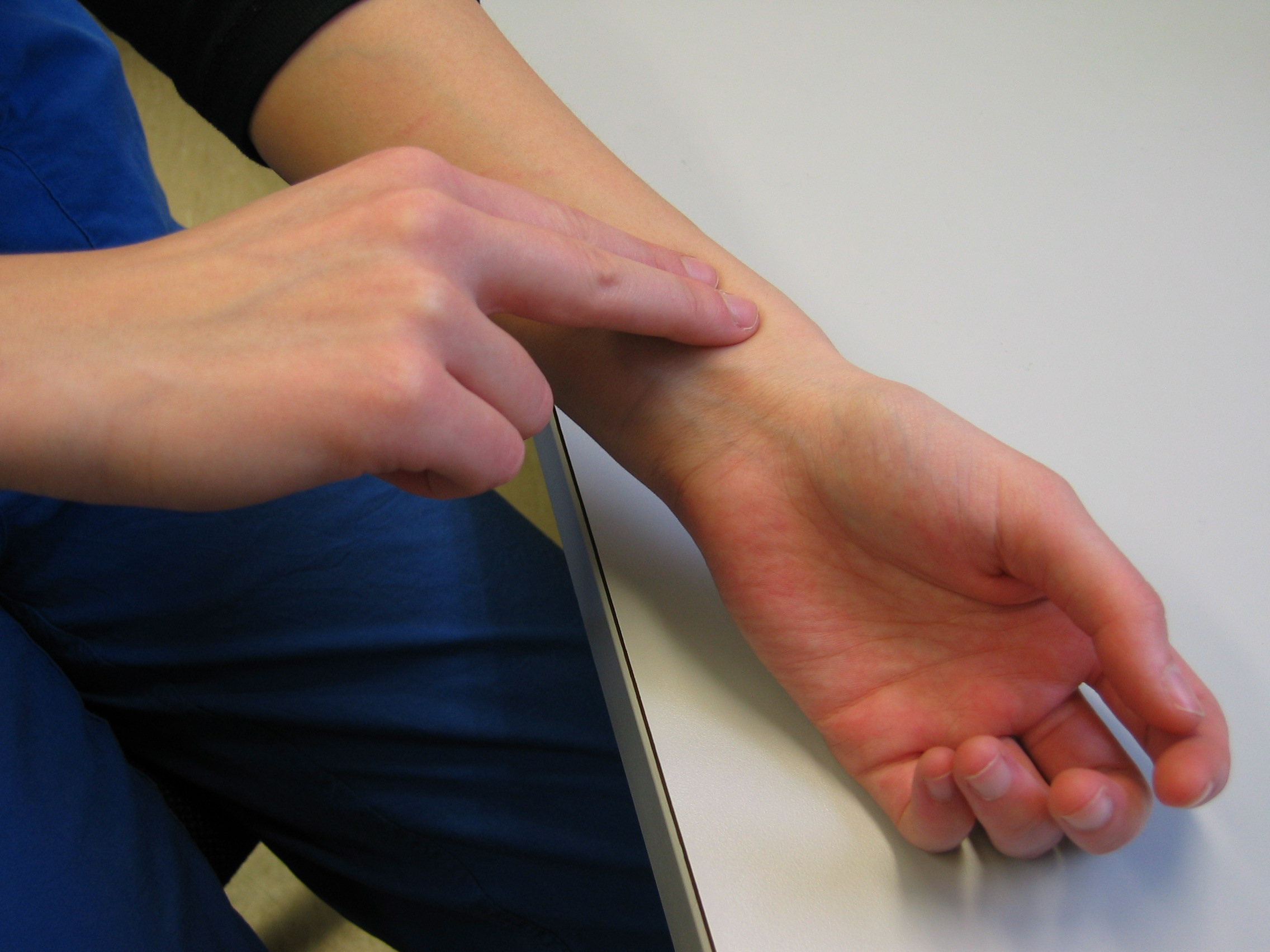
Đo mạch ở động mạch quay.

Động mạch quay đi nông với da ở phía trước đầu xa xương quay, giữa gân gân cơ cánh tay quay và gân cơ gấp cổ tay quay. Đây là nơi nhân viên y tế lấy xung động mạch quay (gọi tắt là xung quay) để đánh giá nhịp tim.  Động mạch quay sẽ khó bắt hơn nếu bệnh nhân mang biến thể động mạch đi nông trong hõm lào giải phẫu. Động mạch quay còn được cắt đi và ghép bắc cầu động mạch vành rất phổ biến khi phẫu thuật tim. Gần đây, động mạch quay đã được chứng minh là vượt trội hơn tĩnh mạch hiển lớn trong quá trình tiền phẫu và hậu phẫu.
Động mạch quay còn là nơi xét nghiệm khí máu động mạch, có liên quan đến nghiệm pháp Allen.
Động mạch quay là một vị trí phổ biến để theo dõi huyết áp cho bệnh nhân điều trị tích cực, do tỷ lệ biến chứng (như huyết khối) thấp.

## Hình ảnh

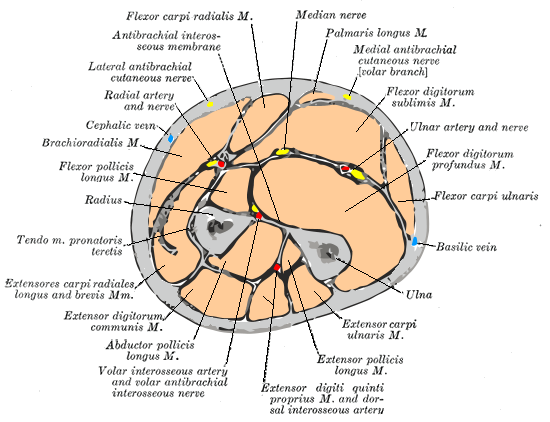
Thiết đồ ngang giữa cẳng tay.
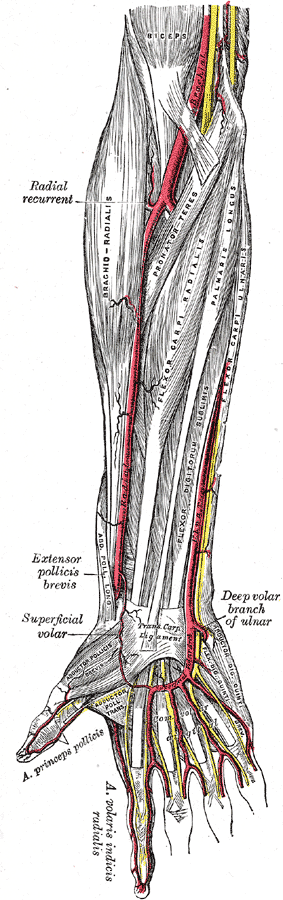
Động mạch quay và động mạch trụ.
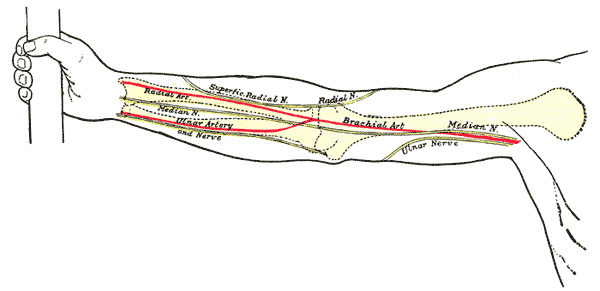
Thiết đồ ngang đầu xa của xương quay và xương trụ.
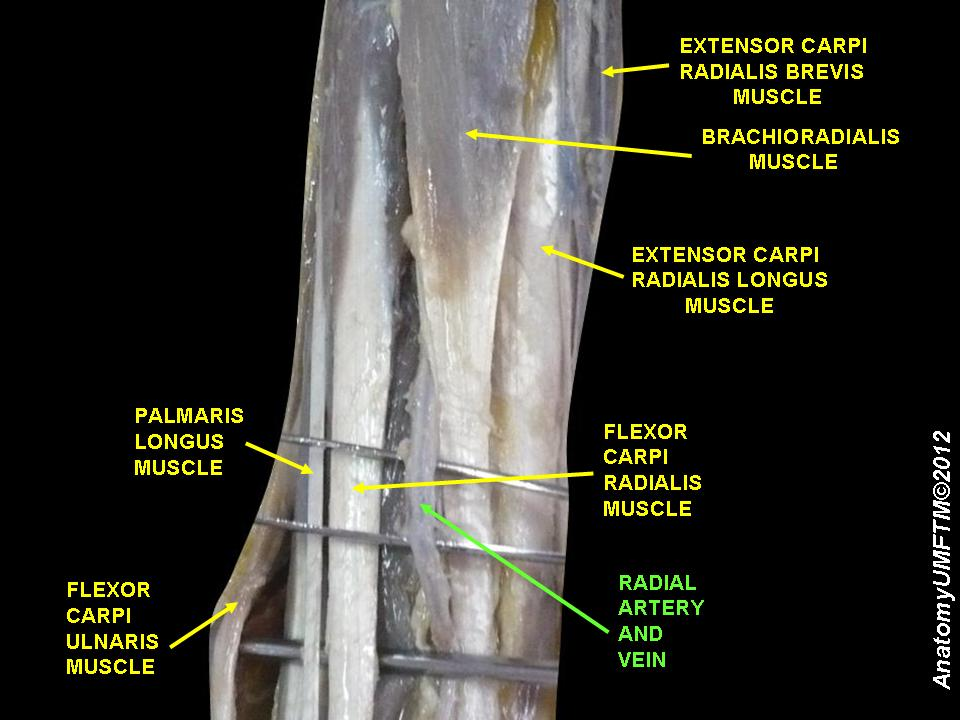
Tĩnh mạch quay và tĩnh mạch trụ.
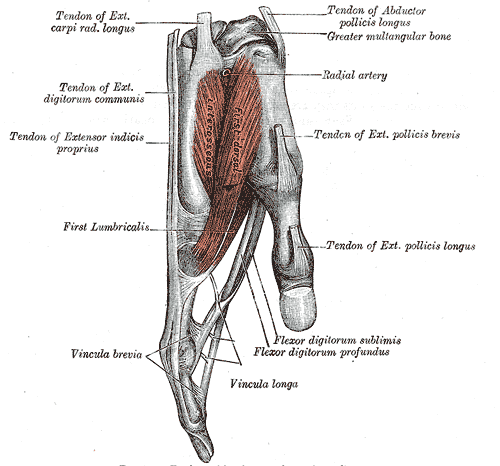
Động mạch quay trong hõm lào giải phẫu.